# Кругляк, Филипп Каленкович
Филипп Каленкович Кругляк (24 декабря 1905, Екатеринославская губерния — 4 января 1970, Алушта) — советский партийный и государственный деятель, 1-й секретарь Мелитопольского районного комитета КПУ. Герой Социалистического Труда (1958). Член ЦК КПУ в 1952—1960 годах.

## Биография
Родился 24 декабря 1905 года в крестьянской семье.
Член ВКП(б) с 1931 года.
Находился на ответственной партийной работе.
В январе—октябре 1941 года — 1-й секретарь Осипенковского (Бердянского) районного комитета КП(б)У Запорожской области.
С 1941 года — в Красной армии. Участник Великой Отечественной войны с июля 1943 года, капитан. Служил заместителем командира батальона по политической работе 19-й отдельной стрелковой бригады, политическим агитатором 1075-го стрелкового полка 316-й стрелковой дивизии 11-го стрелкового корпуса 1-й гвардейской армии Закавказского и Северо-Кавказского фронтов.
После демобилизации, с ноября 1944 года — 1-й секретарь Осипенковского (Бердянского) районного комитета КП(б)У Запорожской области.
В 1945—1959 годах — 1-й секретарь Мелитопольского районного комитета КП(б)У Запорожской области.
Затем — директор дома отдыха «Колхозник» в городе Алуште Крымской области. Умер 4 января 1970 года. Похоронен в Алуште на старом городском кладбище. Могила - объект культурного наследия   Объект культурного наследия народов РФ регионального значения. Рег. № 911710828360005 (ЕГРОКН)

## Награды
- Медаль «Серп и Молот» (26.02.1958);
- орден Ленина (26.02.1958);
- орден Отечественной войны 1-й степени (1.02.1945);
- орден Красной Звезды (16.02.1944);
- медаль «За оборону Кавказа» (1945).

## Память
- Переулок Кругляка[арм.] — улица в Алуште.